# 久保松勝喜代
久保松 勝喜代（くぼまつ かつきよ、1894年（明治27年）10月25日 - 1941年（昭和16年）12月15日）は、囲碁棋士。兵庫県出身。方円社、日本棋院に所属、名誉九段。昭和初期の関西囲碁界の重鎮であり、橋本宇太郎、木谷實らを弟子としながら東京に送り出した他、多くの棋士を育てた。「偉大なる素人」と呼ばれ、大模様の碁を得意とし、初手天元も研究した。連珠八段でもあり、久保松機山を名乗った。

## 昇段履歴
- 1914年 飛付三段
- 1915年 四段
- 1920年 五段
- 1926年 六段
- 1940年 七段
- 1942年 追贈八段
- 2009年 追贈名誉九段

## 経歴
尼崎市生まれ。5歳の時に父が打っているのを見て碁を覚える。6歳で父を亡くし、伯父の後見で育つ。特定の棋士に師事することはなく、ほとんど独学で棋力を磨いた。9歳の時に禅晶寺の碁会で泉秀節に九子で対局して勝ち、秀節は養子にすることを望んだが伯父が許さなかった。1908年に当時大阪にいた11歳の小岸壮二と向先で対局し（勝）、この棋譜が『日本及日本人』誌に本因坊秀哉の講評で掲載された。翌1909年には大阪朝日新聞主催で小岸とその兄の勇也、吉田浩三と久保松の4少年の手合が行われ、これに優勝。1912年に大阪府立北野中学校を卒業し、関西大学専門部に入学するが中退。1914年に来阪した方円社社長の中川亀三郎（石井千治）に二子で1勝1敗とし、飛び付き三段を許される。
1915年四段。1年間志願兵として入隊。1920年五段、大阪で開かれた昇段披露会は盛会となり、本因坊秀哉と雁金準一の対局も行われた。1921年、井上因碩（恵下田栄芳）、田村嘉平、渥菓六郎らとともに、当時あった浪花会、暁鐘会を合併して、活動休止状態の関西囲碁研究会を再結成する。その後日本棋院設立に参加し、1926年六段。1928年から大手合に参加し、春期、秋期には神戸から上京して対局した。1934年には東京大阪二元放送によるラジオ対局の早碁で、東京の呉清源五段に先番8目勝。1936年、第2回日本囲碁選手権戦優勝。
1937年の本因坊秀哉引退碁の相手を決める予選手合では、六段トーナメントを勝ち抜いて七段陣とのリーグ戦に出場、最終戦で木谷實七段との全勝対決に敗れた。第1期本因坊戦では、六段級トーナメントを勝ち抜いて最終トーナメントに出場。1940年七段。1941年の後期大手合の途中で倒れ、12月15日に死去。1942年追贈八段。
専門棋士になるのが遅く、碁風も玄人らしくないということで「偉大なる素人」と呼ばれた。体躯五尺五寸七分、二十三貫目の偉丈夫、大声で天真爛漫の風であったという。
連珠も強豪であり、1932年五段、1933年に六段となる。1936年、二抜き連珠家元を称して、「二抜社」を創設。1939年七段、1940年に八段となる。連珠の高木楽山と親交があり、名文家でもあった。
戦後に妻が亡くなった後、母と子供達は木谷實と同居し、娘は木谷の弟子となった（小林祐子初段）。
2009年に日本棋院、関西棋院から名誉九段を追贈される。

## 功績

### 棋士育成
関西出身の、村島誼紀、橋本宇太郎、木谷實、前田陳爾らを弟子に取り、才能を伸ばすために東京で修行させようと、本因坊秀哉、瀬越憲作、鈴木為次郎らの門下として送りだした。神戸を根拠地として「神戸土曜会」を主催し、他に田中不二男、染谷一雄、瀬川良雄、鯛中新、刈谷啓、窪内秀知、鈴木越雄、松浦吉洋らを育てた。昭和初期には、京都の吉田操子、大阪の光原伊太郎とともに関西碁界の三本柱と言われる。高川格らも関西在時に研究会に参加していた。
木谷實を鈴木為次郎の元へ送り出した時は、下宿先を探す必要があったため、久保松勝喜代が二所ノ関親方へ頼み込み、玉錦がいた二所ノ関部屋に居候して鈴木へ通うようにした。

### 天元打ち
1933年からの新布石ブームで、久保松を始めとする関西の棋士は初手天元を大いに研究した。1934年の春期大手合では、第1回戦で黒番の初手に天元を打ったが、同じく関西から上京していたうち黒番が当たった染谷、田中、高川、鈴木、泉谷の全員が初手天元を打った。（田中のみ勝ち）

### ルール研究
囲碁ルールについての研究もしており、万年コウについては本因坊秀哉と夜を徹して議論したこともあるという。1928年の秋期大手合の瀬越憲作七段-高橋重行三段戦で万年コウが生じた際、高橋と同じ西軍で副将格とも言うべき久保松が無勝負を主張。これにより審判役岩佐銈が勝負一時預かりとし、本因坊秀哉の判定を仰ぐこととなった。しかし久保松が他人の碁に口を出したことは問題とされ、「秋期大手合週報」にて深謝の文を掲載した。

## 二抜き連珠
二抜き連珠（連珠のルールで、相手の二目並んだ石の両端を自分の石で挟むと取れる。朝鮮碁、朝鮮五目、二抜きとも呼ぶ）を創案し、1922年に「二抜社」を創設、家元を名乗り、定石研究もしていた。

## 著書
- 『連珠機山集』聯珠雑誌社 1923年
- 『囲碁の常識』中外出版 1929年
- 『連珠第二機山集』聯珠雑誌社 1930年（二抜きの定石研究あり）
- 『苦闘十三年』機山会 1941年（打碁集）
- 『苦闘十三年-八段久保松勝喜代遺稿』機山会編 日本棋院 1961年